# Relanges
Relanges is een gemeente in het Franse departement Vosges (regio Grand Est) en telt 236 inwoners (1999). De plaats maakt deel uit van het arrondissement Épinal.

## Geografie
De oppervlakte van Relanges bedraagt 13,8 km², de bevolkingsdichtheid is 17,1 inwoners per km².
De onderstaande kaart toont de ligging van Relanges met de belangrijkste infrastructuur en aangrenzende gemeenten.

## Demografie
Onderstaande figuur toont het verloop van het inwonertal (bron: INSEE-tellingen).